# Первухін Герман Олексійович
Первухін Герман Олексійович (24 серпня 1925 року — 21 червня 1994 року) — радянський картограф, кандидат географічних наук, доцент Київського державного університету імені Тараса Шевченка.

## Біографія
Народився 24 серпня 1925 року в місті Бежецьк, (сучасна Тверська область), РРФСР. У 1943 році навчався у Калініському військово-піхотному училищі (село Перебори Рибинського району Ярославської області, РРФСР). Учасник Великої Вітчизняної війни, до 1946 року служив у Радянській армії. Закінчив 1952 року кафедру геодезії та картографії Московського державного університету імені М. В. Ломоносова. Під час польових сезонів працював техніком Прибалтійської аерогеодезичної експедиції Всесоюзного аерогеодезичного підприємства з 1950 року, техніком-топографом у Прикаспійській експедиції інституту Держрадгоспводгосп (Москва) 1951–1952 років. У 1952–1968 роках працював на різних посадах у підприємстві № 13 Головного управління геодезії та картографії СРСР (згодом Українське аерогеодезичне підприємство). У 1968–1977 роках — директор фабрики № 1 ГУГК СРСР (нині ДНВП «Картографія»). У 1977–1989 викладає в Київському державному університеті: старшим викладачем, з 1988 року доцент кафедри геодезії та картографії. Кандидатська дисертація на тему (рос.) «Редакционные работы при создании карт масштабов 1:10 000 и 1:25 000 на полупустынные и пустынные районы СССР» захищена у 1970 році.
Розробив і викладав курси:
- «Економіка і організація картографічного виробництва»,
- «Технологія видання карт»,
- «Охорона праці».

## Наукові праці
Автор близько 50 наукових праць. Основні праці:
- Атлас Киевской области — К., 1985.
- (рос.) Картографическое черчение и оформление карт. — К., 1986 (у співавторстві).